# Wasyl Saczko
Wasyl Wiktorowycz Saczko, ukr. Василь Вікторович Сачко (ur. 3 maja 1975 we wsi Staromłyniwka, w obwodzie donieckim) – ukraiński piłkarz, grający na pozycji napastnika, trener piłkarski.

## Kariera piłkarska

### Kariera klubowa
Przez dłuższy czas występował w drużynach amatorskich. Po służbie w wojsku grał w amatorskiej drużynie "Szachta Ukraina", występującej w mistrzostwach obwodu donieckiego. Zespół trenował znany piłkarz Wiktor Hraczow. To właśnie dzięki jemu po rozwiązaniu drużyny przeniósł się w 1998 do Tawrii Symferopol. Po występach w zespole Oskił Kupiańsk w 2001 został piłkarzem Wołyni Łuck, którego barw bronił przez 5 lat. W 2006 podpisał kontrakt z Krywbasem Krzywy Róg. W 2008 przeszedł do Worskły Połtawa, w której po zakończeniu sezonu 2011/12 zakończył karierę piłkarską.

## Kariera trenerska
Po zakończeniu kariery piłkarza rozpoczął pracę szkoleniową. Od czerwca 2012 pomaga trenować Krywbas Krzywy Róg. Po objęciu stanowiska głównego trenera Worskły Połtawa przez Serhija Swystuna został we wrześniu 2012 zaproszony do sztabu szkoleniowego połtawskiego klubu. 12 czerwca 2013 roku awansował na stanowisko głównego trenera Worskły Połtawa. Tak jak nie posiadał dyplomu UEFA kategorii A i nie mógł obejmować stanowisko głównego trenera, został mianowany na stanowisko asystenta głównego trenera. Dlatego 4 lipca 2013 roku Anatolij Momot objął stanowisko głównego trenera Worskły, ale faktycznie Saczko kierował klubem. 23 listopada 2013 Wasyl Saczko po ukończeniu kursu otrzymał dyplom i oficjalnie objął stanowisko głównego trenera klubu. 27 marca 2019 za obopólną zgodą kontrakt został rozwiązany.

## Sukcesy i odznaczenia

### Sukcesy klubowe
Wołyń Łuck
- mistrz Pierwszej Lihi Ukrainy: 2001/02

Worskła Połtawa
- zdobywca Pucharu Ukrainy: 2008/09

### Sukcesy trenerskie
Worskła Połtawa
- brązowy medalista mistrzostw Ukrainy: 2017/18

### Sukcesy indywidualne
- najlepszy piłkarz Pierwszej Lihi Ukrainy: 2001/02
- król strzelców Pierwszej Lihi Ukrainy: 2001/02
- laureat plebiscytu na króla strzelców Mistrzostw Ukrainy: 2004/05 (nr 4), 2005/06 (nr 5)